# Alessandria Foot Ball Club 1914-1915
Questa pagina raccoglie le informazioni riguardanti l'Alessandria Foot Ball Club nelle competizioni ufficiali della stagione 1914-1915.

## Stagione
Nella stagione 1914-1915 l'Alessandria disputò il secondo campionato di Prima Categoria della sua storia, ottenendo la qualificazione alle semifinali nazionali e chiudendole al secondo posto. Aldo Torricelli, con le gare successivamente non considerate ufficiali dalla FIGC del 1° e del 3 gennaio 1915 contro una selezione mista di Francia e Belgio, diventa il primo giocatore della società a vestire la maglia della nazionale.

## Divise
| 1ª divisa |

## Organigramma societario
Area direttiva
- Presidente: Giuseppe Brezzi
- Vicepresidente: Pietro Poggio
- Consiglieri: Gioachino Garavelli, Giovanni Rossanigo, Umberto Vitale e Bruno Voglino

Area organizzativa
- Segretario-cassiere: Amilcare Savojardo

Area tecnica
- Direttore tecnico: Augusto Rangone
- Allenatore: George Arthur Smith

## Rosa
| N. |                        | Ruolo | Calciatore                     |
| -- | ---------------------- | ----- | ------------------------------ |
|    | Italia (bandiera)      | P     | Cesare Fillide                 |
|    | Italia (bandiera)      | P     | Filippo Pellizzoni             |
|    | Italia (bandiera)      | P     | Eugenio Porrati                |
|    | Italia (bandiera)      | D     | Felice Barile                  |
|    | Italia (bandiera)      | D     | Felice Milano (II)             |
|    | Italia (bandiera)      | D     | Giuseppe Ticozzelli            |
|    | Italia (bandiera)      | C     | Carlo Carcano                  |
|    | Italia (bandiera)      | C     | Carlo Lazoli (I)               |
|    | Italia (bandiera)      | C     | Amilcare Savojardo             |
|    | Inghilterra (bandiera) | C     | George Arthur Smith (capitano) |

| N. |                   | Ruolo | Calciatore           |
| -- | ----------------- | ----- | -------------------- |
|    | Italia (bandiera) | A     | Adolfo Baloncieri    |
|    | Italia (bandiera) | A     | Luigi Bosio          |
|    | Italia (bandiera) | A     | Alessandro Brunoldi  |
|    | Italia (bandiera) | A     | Angelo Dellacasa (I) |
|    | Italia (bandiera) | A     | Edoardo Grillo       |
|    | Italia (bandiera) | A     | Carlo Moretti        |
|    | Italia (bandiera) | A     | Enrico Poggi         |
|    | Italia (bandiera) | A     | Ernesto Ricci (II)   |
|    | Italia (bandiera) | A     | Aldo Torricelli      |

## Risultati

### Prima Categoria

#### Girone di qualificazione

##### Girone di andata
| Arbitro: | Armano (Torino) |

|                                          |           |  |
| Lazoli I Ticozzelli Grillo , Dellacasa I | Marcatori |  |

| Arbitro: | Croce (Genova) |

|  |           |                                            |
|  | Marcatori | 7’, Grillo 12’, Dellacasa I 32’, 34’ Bosio |

| Arbitro: | Valvassori (Torino) |

|           |           |                 |
| Poggi 63’ | Marcatori | 90+1’ Savojardo |

| Arbitro: | Scamoni (Torino) |

|                                |           |  |
| Ticozzelli 18’ Grillo 57’, 63’ | Marcatori |  |

| Arbitro: | Croce (Genova) |

|                               |           |              |
| Bagnasco II 15’ De Marchi 36’ | Marcatori | 64’ Lazoli I |

##### Girone di ritorno
| Arbitro: | Terzolo (Genova) |

|  |           |                                         |
|  | Marcatori | 59’ Dellacasa I 85’ Savojardo 89’ Bosio |

| Arbitro: | Tacconis (Torino) |

|                                  |           |  |
| Smith Grillo , Dellacasa I Bosio | Marcatori |  |

| Arbitro: | Armano (Torino) |

|                                           |           |  |
| Dellacasa I 25’, 34’, 48’ Grillo 62’, 67’ | Marcatori |  |

| Arbitro: | Mauro (Milano) |

|                         |           |             |
| Magni 7’ Walsingham 31’ | Marcatori | 62’ Carcano |

| Arbitro: | En.Pasteur (Genova) |

|                                 |           |                  |
| Smith 43’ Ticozzelli 60’ (rig.) | Marcatori | 13’, 65’ Macaggi |

#### Semifinali nazionali

##### Girone di andata
| Arbitro: | Portigliatti (Torino) |

|                           |           |  |
| Bosio 3’ Poggi 90’ (rig.) | Marcatori |  |

| Arbitro: | Laugeri (Torino) |

|                                |           |                |
| Pizzi I 22’ (rig.) Morandi 63’ | Marcatori | 89’ Torricelli |

| Alessandria 11 aprile 1915, ore 15:00 CET 3ª giornata (recupero) | Alessandria | 2 – 0 referto | Novara | Piazza d'Armi (4.000 spett.) |

##### Girone di ritorno
| Arbitro: | En.Pasteur (Genova) |

|                                      |           |           |
| Ugazio 7’ Quaglia 67’ Meneghetti 71’ | Marcatori | 14’ Poggi |

| Arbitro: | Brunetti (Torino) |

|  |           |            |
|  | Marcatori | 81’ Grillo |

| Alessandria 28 marzo 1915, ore 15:00 CET 5ª giornata (recupero) | Alessandria           | 0 – 0 referto | Milan | Piazza d'Armi\| Arbitro: \| Portigliatti (Torino) \| |
| Arbitro:                                                        | Portigliatti (Torino) |               |       |                                                      |

## Statistiche

### Statistiche di squadra
| Competizione | Punti | In casa | In casa | In casa | In casa | In casa | In casa | In trasferta | In trasferta | In trasferta | In trasferta | In trasferta | In trasferta | Totale | Totale | Totale | Totale | Totale | Totale | DR  |
| Competizione | Punti | G       | V       | N       | P       | Gf      | Gs      | G            | V            | N            | P            | Gf           | Gs           | G      | V      | N      | P      | Gf     | Gs     | DR  |
| ------------ | ----- | ------- | ------- | ------- | ------- | ------- | ------- | ------------ | ------------ | ------------ | ------------ | ------------ | ------------ | ------ | ------ | ------ | ------ | ------ | ------ | --- |
| Eliminatorie | 14    | 5       | 4       | 1       | 0       | 21      | 2       | 5            | 2            | 1            | 2            | 15           | 5            | 10     | 6      | 2      | 2      | 36     | 7      | +29 |
| Semifinali   | 7     | 3       | 2       | 1       | 0       | 4       | 0       | 3            | 1            | 0            | 2            | 3            | 5            | 6      | 3      | 1      | 2      | 7      | 5      | +2  |
| Totale       | -     | 8       | 6       | 2       | 0       | 25      | 2       | 8            | 3            | 1            | 4            | 17           | 8            | 16     | 9      | 3      | 4      | 43     | 12     | +31 |

### Statistiche dei giocatori[4][8]
| Giocatore        | Eliminatorie | Eliminatorie | Semifinali | Semifinali | Totale   | Totale |
| Giocatore        | Presenze     | Reti         | Presenze   | Reti       | Presenze | Reti   |
| ---------------- | ------------ | ------------ | ---------- | ---------- | -------- | ------ |
| A. Baloncieri    | 1            | 0            | 1          | 0          | 2        | 0      |
| F. Barile        | 1            | 0            | -          | -          | 1        | 0      |
| L. Bosio         | 10           | 4            | 4          | 0          | 14       | 4      |
| A. Brunoldi      | 1            | 0            | -          | -          | 1        | 0      |
| C. Carcano       | 8            | 1            | 5          | 0          | 13       | 1      |
| A. Dellacasa (I) | 9            | 9            | 5          | 0          | 14       | 9      |
| C. Fillide       | -            | -            | 4          | -5         | 4        | -5     |
| E. Grillo        | 10           | 13           | 5          | 1          | 15       | 14     |
| C. Lazoli (I)    | 10           | 2            | 5          | 0          | 15       | 2      |
| F. Milano (II)   | 9            | 0            | 5          | 0          | 14       | 0      |
| C. Moretti       | 1            | 0            | -          | -          | 1        | 0      |
| F. Pellizzoni    | 9            | -7           | -          | -          | 9        | -7     |
| E. Poggi         | -            | -            | 5          | 3          | 5        | 3      |
| E. Porrati       | 1            | 0            | 1          | 0          | 2        | 0      |
| E. Ricci (II)    | 6            | 0            | -          | -          | 6        | 0      |
| A. Savojardo     | 8            | 2            | 4          | 0          | 12       | 2      |
| G.A. Smith       | 7            | 2            | 3          | 0          | 10       | 2      |
| G. Ticozzelli    | 10           | 3            | 5          | 0          | 15       | 3      |
| A. Torricelli    | 9            | 0            | 3          | 1          | 12       | 1      |